# Throw Grampa from the Dane
«Throw Grampa from the Dane» (с англ. — «Сбрось дедушку с датчанина») — двадцатая серия двадцать девятого сезона мультсериала «Симпсоны». Впервые вышла 13 мая 2018 года в США на телеканале «FOX».

## Сюжет
Симпсоны просыпаются и обнаруживают, что их дом полностью залит водой. Выяснилось, что накануне вечером Мардж попросила Гомера помочь ей скорректировать положение их картины с парусной лодкой. Однако они случайно вбили гвоздь в одну из водопроводных труб, вызвав наводнение. Получив страховую выплату в размере 102 долларов, Симпсоны на время восстановления дома (шесть месяцев) должны найти себе временное жильё.
Услышав о том, что у семьи появились лишние деньги, дедушка Симпсон просит использовать деньги для финансирования важной операции, которую он не хочет обсуждать. После того, как доктор Ник оказался неэффективным для этого, Лиза привела к примеру бесплатное медицинское обслуживание в Дании. Мардж предлагает использовать страховую выплату и отпуск Гомера, чтобы отправиться в семейную поездку в Данию для операции его отцу. Сначала Гомер отказывается, но Эйб обманывает его, неохотно соглашаясь идти.
Прибыв в ветряной район Дании, семья поселяется в квартире Airbnb, которая экономит пространство, к радости Лизы. Владелец квартиры показывает семье окрестности Копенгагена, посещая такие места, как Амалиенборг, Землю Легенд и Музей современного искусства «Луизиана». Мардж и Лиза очарованы их культурой, а Барт и Гомер подшучивают над ней. Гомер узнаёт, что, хотя не датчане не обязательно получают бесплатное медицинское обслуживание, люди, получившие травму в Дании, получают бесплатное лечение. В это время Барт, Лиза и Мардж начинают обдумывать идею переезда в Данию как минимум на один семестр, с чем Гомер не согласен. Затем трое уезжают, оставляя Гомера и его отца в поисках мест в Дании, способны нанести травму Эйбу, но безуспешно.
В замке Кронборг, привыкнув к датской культуре, Мардж просит Гомера подумать о переезде в Данию. Когда он, наконец, начинает обдумывать возможность, он в последний момент передумает и пытается оттолкнуть своего отца вниз по лестнице для бесплатного проведения его операции. Однако Эйб цепляется за ногу Гомера, он признаётся, что ему действительно не нужна была операция для чего-то опасного для жизни, а чтобы удалить татуировку в форме сердца, выгравированную с именем «Мона», поскольку ему стыдно жить без неё. Когда Гомер с отцом тонут в печали из-за смерти Моны в датском баре, датчанка подходит к Гомеру, и они танцуют вместе. Мардж видит их через окно и в отчаянии убегает, а Гомер следует за ней.
После инцидента понимающая, но злая Мардж признаётся Гомеру, что она не вернётся с ним домой, равно как и дети, желающие остаться в Дании на неопределённый срок. В аэропорту Гомер начинает сожалеть о том, что оставил её в Дании, но его отец признаётся, что таким же образом разрушил свой брак с Моной из-за своего упрямства. Он советует Гомеру не совершать тех же ошибок, что и он. Гомер выбегает из аэропорта и бежит обратно в квартиру, чтобы помириться с Мардж. Найдя её, Гомер обещает любить её и клянётся остаться с ней в Копенгагене. Мардж рада, однако признаёт, что у неё возникают другие мысли из-за проблем с пространством и расположением в квартире и том, что здесь быстро темнеет. Она признаётся Гомеру, что готова возвратиться домой, в США. Дети соглашаются вернуться, так как Барт не хочет пользоваться хорошими школами, а Лиза знает, что она будет изгоем в переезде в Данию.
Перед отъездом семья отвозит дедушку в социализированный тату-салон, где татуировщик бесплатно превращает татуировку с именем «Мона» в татуировку с лимонадом, дав ему новый взгляд на жизнь.

## Культурные отсылки
- Название эпизода — это отсылка к фильму «Сбрось маму с поезда» (англ. «Throw Momma from the Train»).
- После затопления подвала видно, как проснувшийся (после событий серии «Simpsorama») Бендер плывёт по течению воды.
- Название медицинского центра «Bleeders Sinai Medical Center», в котором обследуется дедушка Симпсон, является отсылкой к центру «Cedars-Sinai Medical Center» Лос-Анджелеса.
- Одна из моделей самолётов сделана из LEGO, рядом с ней люди (также из LEGO), а компания называется Lego Air. LEGO Group — датская компания.
- Название, портрет на хвосте самолёта и слоган «Fly Existential Desp-Air» другой модели — отсылки к датскому философу Сёрену Кьеркегору.
- При представлении Дании владелец квартиры упоминает драму «Убийство» («телесериалы о мёртвых подростках»).
- Барт путает статую Русалочки с одноимённым мультфильмом Disney.
- Барт с Лизой поют английский перевод гимна Дании.
- Во время речи Гомера об Америки играет песня «America the Beautiful».
- Магазин мороженого Häagen-Death (в русском дубляже «Смерть-брюле») — отсылка на американский бренд мороженого Häagen-Dazs.

## Отношение критиков и публики
Во время премьеры на канале Fox эпизод просмотрели 2.14 млн человек с рейтингом 0.9, что сделало его вторым по популярности шоу на канале Fox в ту ночь (уступив «Гриффинам»). Деннис Перкинс из «The A.V. Club» дал эпизоду оценку C+, сказав: «Когда-то там, семья обнаруживает, что их новое окружение предлагает множество культурных преимуществ, которые, кажется, почти разработаны, чтобы удовлетворить потребности и мечты, которые каждый участник (кроме одного) даже не осознавал, что имел… В сериале закончились идеи, полностью».
На сайте The NoHomers Club согласно голосованию большинство фанатов оценили серию на 3/5 со средней оценкой 2.94/5.